# France-Albert René
France-Albert René (ur. 16 listopada 1935 w Victorii, zm. 27 lutego 2019 tamże) – seszelski polityk, premier Seszeli w latach 1976–1977, prezydent kraju w latach 1977–2004.

## Życiorys
Był liderem socjalistycznej Zjednoczonej Partii Ludowej Seszeli. Po uzyskaniu przez kraj niepodległości w roku 1976, objął urząd premiera. W 1977 roku przeprowadził bezkrwawy zamach stanu w którym obalił prezydenta Jamesa Manchama. W następstwie puczu objął stanowisko głowy państwa. W 1978 roku przekształcił Zjednoczoną Partię Ludową w Ludowy Front Postępowy Seszeli. Rok później wprowadził nową konstytucję, która ugruntowała w kraju rządy monopartyjne. W 1979, 1984 i 1989 roku odbyły się jego kolejne reelekcje na stanowisku prezydenta. W latach zimnej wojny pozostał neutralny i lawirował między Zachodem a ZSRR.
W 1979 roku udaremnił próbę inwazji, której chciał dokonać James Mancham z pomocą amerykańskich dyplomatów w Kenii i na Seszelach (według niektórych źródeł także rządu Francji). W latach 80. miało miejsce kilka prób zamachów stanu przeciwko jego rządom. Część z nich była zorganizowana z udziałem apartheidowskiego RPA, co potwierdziło niezależne dochodzenie ONZ. Według niektórych źródeł, w próby obalenia René zaangażowana była CIA.
W 1991 roku pod naciskiem opozycji oraz Francji i Wielkiej Brytanii, zainicjował proces demokratyzacji. Umożliwił tworzenie nowych partii politycznych, a dwa lata później zorganizował referendum, w którym przyjęto nową konstytucję. W 1993 roku odniósł zwycięstwo w wolnych i wielopartyjnych wyborach prezydenckich. Utrzymał się przy władzy po wyborach z 1998 i 2001 roku. W lutym 2004 roku René zapowiedział odejście na polityczną emeryturę i przekazanie władzy wiceprezydentowi, Jamesowi Michelowi; zmiana ta dokonała się 16 kwietnia 2004.